# Morne Anglais
Ne pas confondre avec le Morne Cola Anglais situé dans la même zone et qui s'élève à 472 mètres d'altitude.
Le morne Anglais est un volcan de la Dominique. Il s'élève à 1 122 mètres d'altitude.

## Géographie
Le morne Anglais est situé au centre de l'île, à une dizaine de kilomètres au sud du morne Trois Pitons et à quatre kilomètres seulement du morne Watt. Il est situé dans le parc national de Morne Trois Pitons. Le morne Anglais est un stratovolcan.

## Histoire éruptive
Une grande éruption phréatique a eu lieu dans la vallée de la Désolation formant une zone thermale au nord-est des mornes Anglais et Watt en 1880, les cendres volcaniques sont tombées sur un large secteur à quatre kilomètres de la côte et à dix kilomètres de l'éruption. Une petite éruption phréatique a eu lieu en juillet 1997 dans la zone de la vallée de la Désolation.